# Сонз-э-Роншер
Сонз-э-Ронше́р (фр. Sons-et-Ronchères) — коммуна во Франции, находится в регионе Пикардия. Департамент коммуны — Эна. Входит в состав кантона Марль. Округ коммуны — Лан.
Код INSEE коммуны — 02727.

## Население
Население коммуны на 2010 год составляло 234 человека.
| 1962 | 1968 | 1975 | 1982 | 1990 | 1999 | 2010 |
| ---- | ---- | ---- | ---- | ---- | ---- | ---- |
| 306  | 260  | 239  | 218  | 253  | 236  | 234  |

## Экономика
В 2010 году среди 148 человек трудоспособного возраста (15—64 лет) 107 были экономически активными, 41 — неактивными (показатель активности — 72,3 %, в 1999 году было 61,5 %). Из 107 активных жителей работали 92 человека (60 мужчин и 32 женщины), безработных было 15 (9 мужчин и 6 женщин). Среди 41 неактивных 5 человек были учениками или студентами, 17 — пенсионерами, 19 были неактивными по другим причинам.